# Пара на свята
«Пара на свята» (або «Хлопець на свята», англ. Holidate) — американська романтична комедія 2020 року, знята режисером Джоном Вайтселлом за сценарієм Тіффані Полсен. У головних ролях знялися: Емма Робертс, Люк Брейсі, Крістін Ченовет. Фільм вийшов на «Netflix» 28 жовтня 2020 року.

## Сюжет
Слоан і Джексон ненавидять свята. Вони постійно опиняються під час свят одні, за дитячим столом або на незручному побаченні всліпу, яке підготували для них родичі. Але коли ці два незнайомці знайомляться на одному дуже поганому Різдві, вони укладають договір про те, щоб бути «святковими плюс один» один для одного на кожному торжестві протягом наступного року. Їх взаємна нелюбов до свят і впевненість в тому, що їх абсолютно не тягне один до одного в романтичному плані, роблять Слоан і Джексона ідеальною парою на свята. Але у кохання свої плани щодо цієї парочки.

## У ролях
| Актор                     | Роль          |
| ------------------------- | ------------- |
| Емма Робертс              | Слоан Бенсон  |
| Люк Брейсі                | Джексон       |
| Ендрю Бачелор (King Bach) | Ніл           |
| Джессіка Кепшоу           | Еббі          |
| Маніш Даял                | Фарук         |
| Алекс Моффат              | Пітер         |
| Джейк Менлі               | Йорк          |
| Синті Ву                  | Ліз           |
| Френсіс Фішер             | Елейн         |
| Крістін Ченовет           | тітка Сьюзен  |
| Ден Лоріа                 | Воллі         |
| Карл Макдавелл            | Скраффі Санта |
| Нікола Пельц              | Фелісіті      |
| Жульєн Марлон             | Люк           |
| Мікаела Гувер             | Енні          |
| Еймі Карреро              | Карлі         |
| Меган Голавей             | мама Карлі    |
| Саванна Рейна             | Дейзі         |
| Біллі Слотер              | Баррі         |
| Карлос Лакамара           | тато Карлі    |

## Виробництво
У березні 2019 року було оголошено, що Емма Робертс приєдналася до акторського складу фільму, режисером якого призначено Джона Вайтселла. Продюсерами фільму обрано МакДжі та Мері Віолу (компанія «Wonderland Sound and Vision»), дистриб'ютором — стримінгову платформу «Netflix». У травні до акторського складу фільму приєдналися Люк Брейсі, Джейк Менлі, Джессіка Кепшоу, Ендрю Бачелор, Френсіс Фішер, Маніш Даял і Крістін Ченовет, у червні — Алекс Моффат.
Основні зйомки розпочалися в травні 2019 року в Атланті, штат Джорджія. Оригінальна музика до фільму написана Деніелем Накамурою (Dan the Automator).
Фільм «Пара на свята» вийшов на Netflix 28 жовтня 2020 року та став найпопулярнішим проєктом у дебютний вікенд. За підсумками 2020 року фільм зайняв 25-те місце за кількістю переглядів. Станом на січень 2021 року фільм переглянуло 68 млн сімей.